# Lijst van provinciedomeinen in Oost-Vlaanderen
De provincie Oost-Vlaanderen telt een aantal provinciedomeinen, dit zijn natuur- en recreatiegebieden die door de provincie worden beheerd.
| Provinciedomein | Gemeente          | Oppervlakte | Afbeelding |                     |
| --------------- | ----------------- | ----------- | ---------- | ------------------- |
| Den Blakken     | Wetteren          | 10 ha       |            | Bos of natuurdomein |
| Boerekreek      | Sint-Jan-in-Eremo | 39 ha       |            | Recreatiedomein     |
| Bosmanshoeckbos | Sint-Niklaas      | 11 ha       |            | Bos of natuurdomein |
| De Brielmeersen | Deinze            | 35 ha       |            | Recreatiedomein     |
| Brugskeswieë    | Laarne            | 2 ha        |            | Bos of natuurdomein |
| Drooghout       | Oosterzele        | 33 ha       |            | Bos of natuurdomein |
| De Gavers       | Geraardsbergen    |             |            | Recreatiedomein     |
| Gentbos         | Merelbeke         | 28 ha       |            | Bos of natuurdomein |
| Hospicebossen   | Nazareth          | 58 ha       |            | Bos of natuurdomein |
| Huysmanhoeve    | Eeklo             |             |            | Streekcentrum       |
| De Kaaimeersen  | Zwalm             |             |            | Bos of natuurdomein |
| Kloosterbos     | Wachtebeke        | 124 ha      |            | Bos of natuurdomein |
| Het Leen        | Eeklo             | 260 ha      |            | Recreatiedomein     |
| Maaibos         | Moerbeke          | 23 ha       |            | Bos of natuurdomein |
| Nieuwdonk       | Berlare           |             |            | Recreatiedomein     |
| Puyenbroeck     | Wachtebeke        | 510 ha      |            | Recreatiedomein     |
| De Roomacker    | Temse             | 12 ha       |            | Bos of natuurdomein |
| De Ster         | Sint-Niklaas      |             |            | Recreatiedomein     |
| Vogelzangbos    | Zottegem          | 2 ha        |            | Bos of natuurdomein |